# Cerovski Vrh
 Cerovski Vrh  falu Horvátországban Zágráb megyében. Közigazgatásilag Velika Goricához tartozik.

## Fekvése
Zágráb központjától 25 km-re délre, községközpontjától 20 km-re délnyugatra fekszik.

## Története
1225-ben IV. Béla még szlavón hercegként a zágrábi várhoz tartozó egyes jobbágyokat nemesi rangra emelt, akik mentesültek a várispánok joghatósága alól és a zágrábi mező (Campi Zagrabiensis) nemeseinek közössége, azaz saját maguk által választott saját joghatóság (comes terrestris) alá kerültek. Az így megalakított Túrmezei nemesi kerülethez tartozott Cerovski vrh is. Ezen belül közigazgatásilag a Vrhovlje járás egyik judikátusának (bírói hivatal) székhelye volt.
Cerovski Vrh első írásos említése 1542-ben „possessio Czerowzkywerh” néven történt. 1561-ben „Czerowszky Verh”, 1645-ben „villa Czerouzki Werh” alakban szerepel a korabeli forrásokban. A falu és környéke a 16. századtól sokat szenvedett a gyakori török támadások miatt. Amikor 1592-ben Hasszán boszniai pasa végigpusztította a Túrmezőt és mintegy 35000 lakost hurcolt rabságba számos ősi túrmezei család pusztult ki és nem maradt egyetlen ép falu sem. A kerület megszüntetése után a falut is Zágráb vármegyéhez  csatolták. 1783-ban az első katonai felmérés térképén „Dorf Czerovsko Berdo” néven szerepel. 1857-ben 120, 1910-ben 107 lakosa volt. Trianon előtt Zágráb vármegye Nagygoricai járásához tartozott. 2001-ben a falunak 97 lakosa volt.

## Lakosság
| Lakosság változása | Lakosság változása | Lakosság változása | Lakosság változása | Lakosság változása | Lakosság változása | Lakosság változása | Lakosság változása | Lakosság változása | Lakosság változása | Lakosság változása | Lakosság változása | Lakosság változása | Lakosság változása | Lakosság változása |
| ------------------ | ------------------ | ------------------ | ------------------ | ------------------ | ------------------ | ------------------ | ------------------ | ------------------ | ------------------ | ------------------ | ------------------ | ------------------ | ------------------ | ------------------ |
| 1857               | 1869               | 1880               | 1890               | 1900               | 1910               | 1921               | 1931               | 1948               | 1953               | 1961               | 1971               | 1981               | 1991               | 2001               |
| 120                | 143                | 106                | 103                | 89                 | 107                | 111                | 97                 | 98                 | 113                | 97                 | 88                 | 90                 | 81                 | 97                 |

## Külső hivatkozások
- Velika Gorica hivatalos oldala
- Velika Gorica turisztikai egyesületének honlapja
- A Túrmező története
- Az első katonai felmérés térképe (1763-1787)